# Verbascum scrophulariifolium
Verbascum scrophulariifolium är en flenörtsväxtart som först beskrevs av Hochstetter, och fick sitt nu gällande namn av D.Hartl. Verbascum scrophulariifolium ingår i släktet kungsljus, och familjen flenörtsväxter. Inga underarter finns listade i Catalogue of Life.